# Ракочевич, Мило
Мило Ракочевич (серб. Мило Ракочевић / Milo Rakočević; 1910, Речине — 3 апреля 2007, Париж) — капитан королевских ВВС Югославии, в годы Второй мировой войны воевода Югославских войск на родине и разведчик. После войны эмигрировал во Францию. До своей смерти оставался последним из живших воевод движения четников Драголюба Михаиловича.

## Биография
Родился в деревне Речине около Бьеласицы. Окончил гимназию в Колашине и Белградскую военную академию (нижнюю школу в состав 57-го класса в 1929 году, высшую школу в составе 39-го класса в 1937 году). В 1930-х был офицером Королевской гвардии Белграда. По окончании академии направлен в 1939 году в министерство армии и флота, с конца 1939 года командовал 6-й базовой ротой королевских ВВС на аэродроме в Земуне.
Во Вторую мировую войну вступил, будучи в звании капитана ВВС. После капитуляции Югославии вернулся в Белград и был арестован гестапо, но сбежал из тюрьмы и укрылся в Колашине. Участвовал в восстании 13 июля 1941 года в Черногории против итальянцев, после подписания перемирия перешёл в штаб генерала Блажо Джукановича в Цетине. Аналогично был на должности офицера разведки при воеводе Илии Трифуновиче-Бирчанине, командире частей четников на западе территории, где проживали этнические сербы. По распоряжению Бирчанина капитан Мило Ракочевич, майор Боривой Радулович и капитан Радован Иванишевич сформировали Динарскую дивизию четников с 8 по 12 марта 1942 года. Ракочевича воеводой (как и 30 других человек) назначил по предложению генерала Драголюба Михаиловича сам воевода Бирчанин.
Весной 1942 года Ракочевич вступил в бои против красных партизан, что называл «вторым народным восстанием в Черногории». В июне 1942 года Верховное командование Югославской армии в Отечестве перебралось в село Горне-Липово у Колашина, и Ракочевич прибыл в его расположение. Он попытался внедриться в итальянские части и добиться признания четников-коллаборационистов союзниками Италии. Однако итальянцы схватили Ракочевича и бросили в тюрьму в Будве, откуда его после капитуляции Италии забрали партизаны, предав его военно-полевому суду на Чеве. Ракочевича спасло от расправы неожиданное появление германской авиации, которая разбомбила импровизированное здание суда. Ракочевич сбежал в Италию в ночь с 13 на 14 июля 1944 года со своей семьёй.
В Италии Ракочевича опять арестовали, на этот раз британцы, но отпустили после допроса на свободу. В сентябре 1944 года он находился в группе офицеров, которая отказалась вступать в ряды британских авиационных частей, поскольку те помогали партизанам Тито, и опять был арестован, но был освобождён и даже нёс строевую службу в штабе британского командования в Риме. 26 апреля 1946 года его арестовали в третий раз британцы (по наиболее распространённой версии, его требовала выдать Югославия). Он был отправлен в лагерь в Оснабрюке, но через несколько месяцев вернулся в Рим и продолжил службу у американцев. С 1947 года проживал в Париже.
Ракочевич изучал экономику в Риме и окончил Римский университет, получив степень доктора философии по экономике 22 июля 1950 года. Работал во французской автомобильной промышленности, на пенсию вышел в 1976 году. Написал книгу «С войны в эмиграцию», опубликованную в 1993 году в Париже. Скончался в 2007 году в Париже. Спустя 40 дней после его кончины по его распоряжению 15 политическим деятелям Сербии было присвоено почётное звание воевод четников.